# Aquellos polvos
|  |

El aguafuerte Aquellos polvos es un grabado de la serie Los Caprichos del pintor español Francisco de Goya. Está numerado con el número 23 en la serie de 80 estampas. Se publicó en 1799.

## Interpretaciones de la estampa
Existen varios manuscritos contemporáneos que explican las láminas de los Caprichos. El que se encuentra en el Museo del Prado se tiene como autógrafo de Goya, pero parece más bien despistar y buscar un significado moralizante que encubra significados más arriesgados para el autor. Otros dos, el que perteneció a Ayala y el que se encuentra en la Biblioteca Nacional, realzan la parte más escabrosa de las láminas.
- Explicación de esta estampa del manuscrito del Museo del Prado: Mal hecho!. A una mujer de honor, que por una friolera servía a todo el mundo diligente, tan útil, tratarla así, mal hecho!.[2]

- Manuscrito de Ayala: Auto de fe. Un vulgo de curas y frailes necios hacen su comidilla de semejantes funciones. Perico el cojo que daba polvos a los enamorados.[2]

- Manuscrito de la Biblioteca Nacional: El vulgo de curas y frailes es el que vive con las fiestas de los autillos. (Perico el cojo.)[2]